# Chrysobothris seximpressa
Chrysobothris seximpressa es una especie de escarabajo del género Chrysobothris, familia Buprestidae. Fue descrita científicamente por Mannerheim en 1837.